# Rockin' Over the Beat
Rockin' Over the Beat é uma canção da banda de dance belga Technotronic. Ela apareceu pela primeira vez em seu primeiro álbum Pump Up the Jam em 1989 e foi lançado como single no ano seguinte. É credenciada para "Technotronic featuring Ya Kid K", que co-escreveu a faixa com Jo Bogaert (também conhecido como Thomas De Quincey).
A canção é uma otimista house sintonizada defendendo os prazeres da dance music. É representativo da sensação positiva e melódica do álbum Pump Up the Jam . "Rockin 'Over the Beat" foi um sucesso respeitável para o Technotronic; alcançou a 9ª posição no Reino Unido, a 11ª na Irlanda e quebrou a Billboard Hot 100 na 95ª posição.

## Lançamentos
O single foi lançado em vinil e CD. No Reino Unido a edição de 7" incluiu uma edição da versão LP junto com uma faixa do álbum "Raw". Na Bélgica, o "Rockin' Over Manchester 7 (Remix)" de Bernard Sumner de New Order foi para o lado A, novamente com "Raw" como o lado B, enquanto na França a mixagem de Sumner apareceu como o lado B com uma única edição como a primeira faixa.
A maioria dos lançamentos de 12" contou com três remixes de Bernard Sumner: as mixagens "Piccadilly", "Hacienda" e "Instrumental", todas com o prefixo "Rockin' Over Manchester" (de onde Sumner é), com a versão do álbum incluída como a primeira faixa na França e na Grã-Bretanha.
Um CD single maxi europeu coletou as versões editadas e completas do LP junto com as mixagens "7"" "Remix" e "Dub Version", todas de Sumner.

## Videoclipes
Pelo menos dois vídeos foram feitos para a música. Um apresentava a edição do LP sobre imagens em preto e branco de pessoas dançando, com palavras coloridas sobrepostas. O outro foi uma filmagem mais contemporânea com dançarinos na frente de um fundo branco e Ya Kid K em uma grande sala.

## Paradas
| Lista dos países (1990–1991)                   | Posição |
| ---------------------------------------------- | ------- |
| Austrália (ARIA)                               | 53      |
| Bélgica (Ultratop 50 de Flandres)              | 16      |
| França (SNEP)                                  | 20      |
| O campo songid é OBRIGATÓRIO PARA PARADA ALEMÃ | 18      |
| Irlanda (IRMA)                                 | 11      |
| Suíça (Schweizer Hitparade)                    | 10      |
| Reino Unido Singles (Official Charts Company)  | 9       |
| Estados Unidos (Billboard Hot 100)             | 95      |